# Badia Kuskokwim
La 'badia Kuskokwim (en anglès Kuskokwim Bay) és una badia que es troba al sud-oest d'Alaska, als Estats Units, formant part del mar de Bering. La badia fa uns 160 quilòmetres de llarg per un 160 quilòmetres d'ample.
El riu Kuskokwim hi desemboca després de més 1.100 quilòmetres de recorregut. La badia pren el seu nom del riu. El principal assentament humà a la badia és la ciutat de Quinhagak.